# Sceloporus cozumelae
Espèce
Statut de conservation UICN

 LC  : Préoccupation mineure
Sceloporus cozumelae est une espèce de sauriens de la famille des Phrynosomatidae.

## Répartition
Cette espèce est endémique du Mexique. Elle se rencontre dans les États de Campeche, du Yucatán et du Quintana Roo.

## Étymologie
Cette espèce est nommée en référence au lieu de sa découverte, l'île Cozumel.

## Publication originale
- Jones, 1927 : Descriptions of two new Scelopori. Occasional papers of the Museum of Zoology, University of Michigan, vol. 24, no 186, p. 1-7 (texte intégral).